# Henri Tauzin
Henri Alexis Tauzin (17. april 1879 i Paris – 11. oktober 1918) var en fransk atlet som deltog i OL 1900 i Paris.
Tauzin vandt en sølvmedalje i atletik under OL 1900 i Paris. Han kom på en andenplads i 400 m hæk efter Walter Tewksbury fra USA.